# Scorpaena onaria
Scorpaena onaria és una espècie de peix pertanyent a la família dels escorpènids.

## Descripció
- Fa 30 cm de llargària màxima.
- Boca obliqua.
- Cos vermellós i esquitxat de taques irregulars pàl·lides i alguns punts de color negre.[2][3][4]

## Hàbitat
És un peix marí, demersal i de clima temperat, el qual viu a la plataforma continental.

## Distribució geogràfica
Es troba al Pacífic nord-occidental: el Japó, Corea del Sud i Taiwan.

## Costums
És bentònic.

## Observacions
És inofensiu per als humans.